# Śluz estrogenny

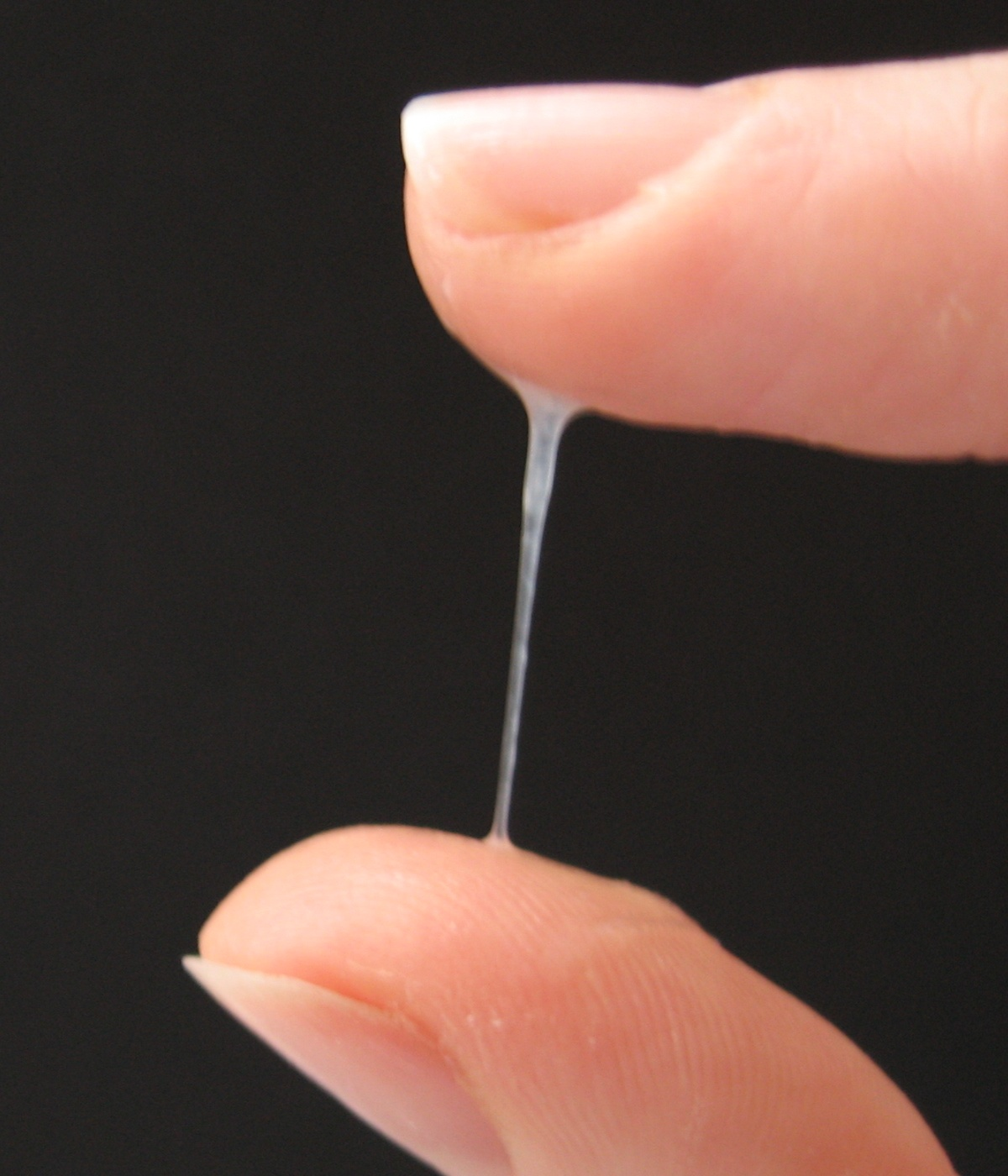
Śluz estrogenny

Śluz estrogenny – śluz szyjkowy występujący u kobiety w cyklu miesięcznym w dniach okołoowulacyjnych. Ocena jego parametrów jest wykorzystywana w metodach naturalnego planowania rodziny.
Śluz estrogenny jest:
- przejrzysty
- szklisty
- elastyczny
- ciągnący się
- śliski
- dający uczucie wilgotności w pochwie.

Śluz estrogenny może czasem mieć w sobie domieszki krwi. Po wyschnięciu na testerze płodności ma kształt liści paproci lub gałązek jodły.